# Osoczyn

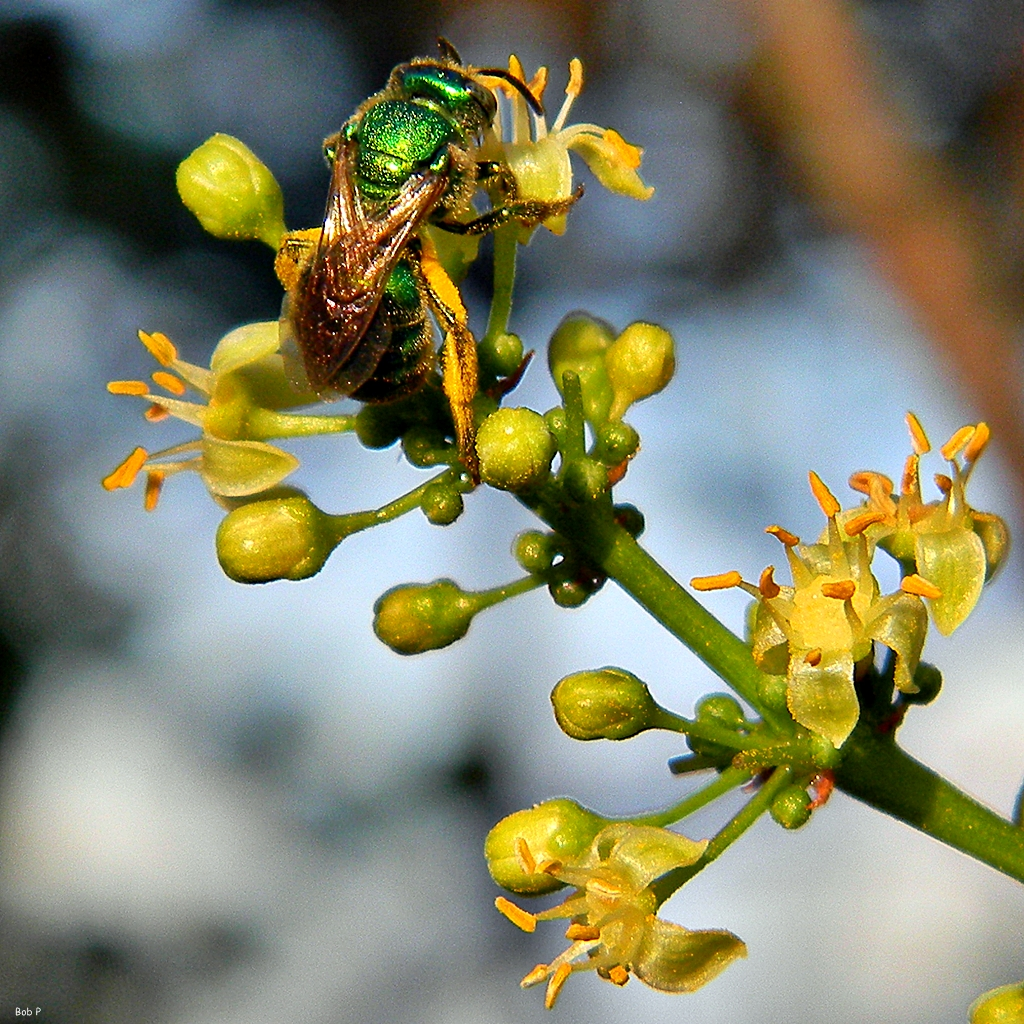
Kwiaty Bursera simaruba

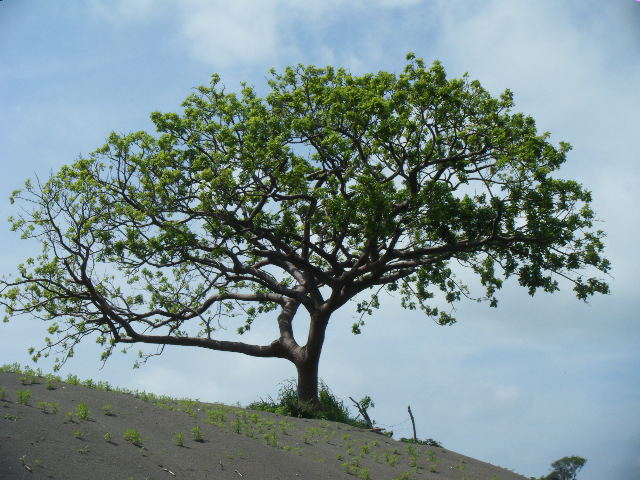
Bursera simaruba

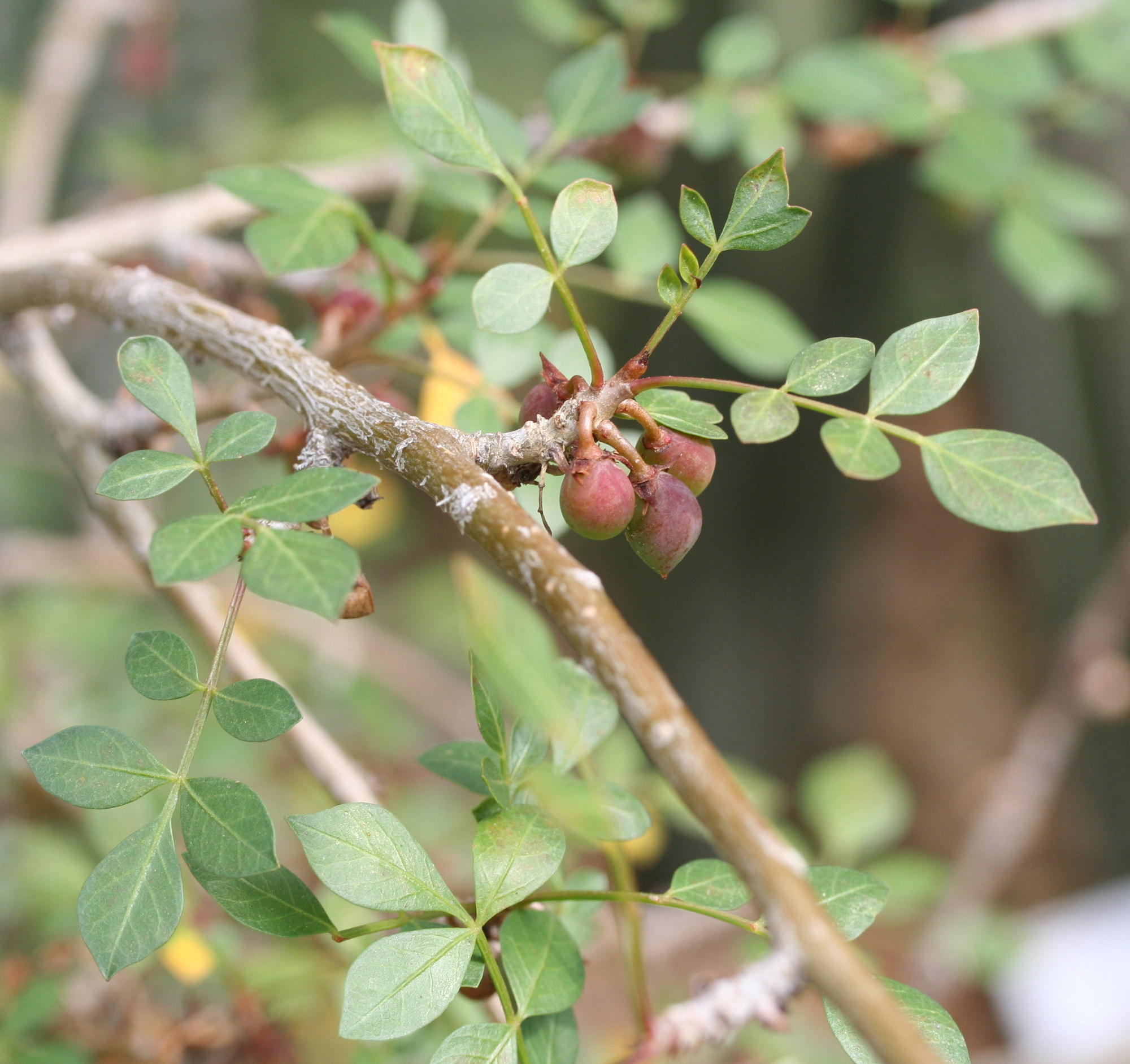
Bursera fagaroides

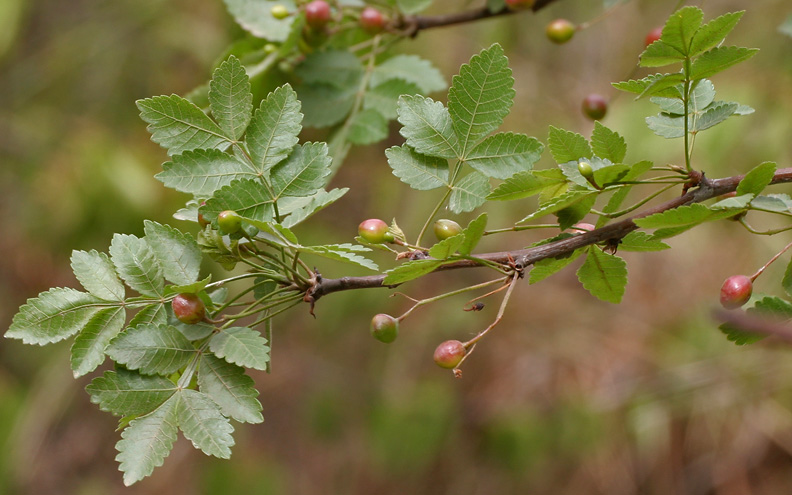
Bursera citronella

Osoczyn (Bursera Jacq. ex Linn.) – rodzaj roślin z rodziny osoczynowatych. Obejmuje 120–121 gatunków. Występują one w strefie tropikalnej kontynentów amerykańskich, na północy sięgając południowo-wschodnich (Floryda) i południowo-zachodnich (Kalifornia i Arizona) Stanów Zjednoczonych, a na południu Peru i Brazylii. Obszarem największego zróżnicowania gatunkowego rodzaju jest Meksyk.
Należące tu rośliny wyróżniają się obecnością kanałów żywicznych wypełnionych bezbarwnymi żywicami, zwykle silnie aromatycznymi. U B. schlechtendalii żywice wypełniają kanały pod takim ciśnieniem, że w przypadku przekłucia (np. przez roślinożerne owady) wystrzeliwują na odległość do 1,5 m oblepiając owada. Osoczyny stanowią źródło żywic (zwanych kopal) i olejków eterycznych (zwłaszcza linalolu). Ważnym źródłem tych związków jest B. simaruba, którego żywice wykorzystywane są do wyrobu lakierów, przez Majów wykorzystywane były jako kadzidło. Żywice pozyskuje się także m.in. z B. glabrifolia. Źródłami olejków, uprawianymi zresztą na wielką skalę także w Indiach, były gatunki B. linanoe i B. penicillata (uprawy straciły na znaczeniu po uzyskaniu syntetycznych olejków). Drzewa wielu gatunków z tej rodziny stanowią źródło wartościowego drewna, osoczyny sadzone bywają jako żywopłoty i drzewa przydrożne (np. B. simaruba na Florydzie) i są używane w medycynie.

## Morfologia
PokrójRośliny zdrewniałe o różnych rozmiarach, od niewielkich krzewów (najmniejszy jest B. standleyana rosnący w lasach mglistych jako epifit) po okazałe drzewa. Kora gładka i łuszcząca się papierzasto lub szorstka i łuszcząca się kafelkowato, nierzadko czerwonawa, żółta lub zielona. Czasem pędy zakończone cierniem. Niektóre gatunki to sukulenty kaudeksowe.
LiścieSkrętoległe, zwykle skupione w szczytowych częściach pędów, zwykle zrzucane w porze suchej. Zwykle nieparzysto pierzaście złożone, rzadziej parzyste,  czasem też zredukowane tak, że na osi liścia (zwykle oskrzydlonej) pozostaje tylko pojedynczy listek szczytowy albo dwa lub trzy listki. Ogonek liściowy u nasady bez przylistków. Listki liścia złożonego całobrzegie lub o brzegu ząbkowanym albo karbowanym osadzone są zwykle na osi naprzeciwlegle.
KwiatyKwiaty są na ogół funkcjonalnie jednopłciowe – męskie mają zredukowaną zalążnię, a żeńskie pręciki, rzadko występują kwiaty obupłciowe. Są niepozorne, promieniste i zebrane w wyrastających w kątach liści lub pozornie szczytowo kwiatostany otwarte wyglądające jak kłosy, pęczki i wiechy. Kwiaty zwykle 5-krotne (podrodzaj Bursera) lub 4-krotne (podrodzaj Elaphrium). Dno kwiatowe płaskie lub wgłębione, czasem w formie hypancjum. Działki kielicha zwykle głęboko rozcięte. Płatki korony zwykle dość okazałe. Pręciki wyrastają w dwóch nierównej wielkości okółkach. Zalążnia tworzona jest przez dwa (podrodzaj Elaphrium) lub trzy (podrodzaj Bursera) zrośnięte owocolistki, z których każdy tworzy własną komorę. Pojedyncza szyjka słupka na szczycie rozgałęzia się, a znajdujące się na jej końcu znamię jest podzielone na tyle samo łatek ile owocolistków tworzy słupkowie.
OwoceKulistawe lub jajowate, skórzaste lub mięsiste złożone pestkowce.

## Systematyka
Rodzaj z rodziny osoczynowatych Burseraceae Kunth, w obrębie którego tworzy plemię Bursereae de Candolle (poza rodzajem Bursera należą do niego rodzaje balsamowiec Commiphora i Aucoumea).
Istotny wkład w poznanie systematyki rodzaju miał Jerzy Rzedowski, będący autorem lub współautorem wielu nazw gatunkowych w obrębie rodzaju (oznaczony jest jako autor skrótem Rzed.). Został też upamiętniony w nazwie jednego z gatunków (Bursera rzedowskii).
Wykaz gatunków (nazwy zweryfikowane według Plants of the World)
- Bursera altijuga Rzed., Calderón & Medina
- Bursera amplifolia Rusby
- Bursera angustata C.Wright ex Griseb.
- Bursera aptera Ramírez
- Bursera arida (Rose) Standl.
- Bursera ariensis (Kunth) McVaugh & Rzed.
- Bursera aromatica Proctor
- Bursera aspleniifolia Brandegee
- Bursera attenuata (Rose) L.Riley
- Bursera bicolor (Willd. ex Schltdl.) Engl.
- Bursera biflora (Rose) Standl.
- Bursera bipinnata (Moc. & Sessé ex DC.) Engl.
- Bursera bolivarii Rzed.
- Bursera bonetii Rzed.
- Bursera brunea (Urb.) Urb. & Ekman
- Bursera cerasiifolia Brandegee
- Bursera chemapodicta Rzed. & E.Ortíz
- Bursera cinerea Engl.
- Bursera citronella McVaugh & Rzed.
- Bursera collina Brandegee
- Bursera confusa (Rose) Engl.
- Bursera copallifera (Moc. & Sessé ex DC.) Bullock
- Bursera coyucensis Bullock
- Bursera crenata Paul G.Wilson
- Bursera cuneata (Schltdl.) Engl.
- Bursera denticulata McVaugh & Rzed.
- Bursera discolor Rzed.
- Bursera diversifolia Rose
- Bursera dubia Bullock
- Bursera epinnata (Rose) Engl.
- Bursera esparzae Rzed., Calderón & Medina
- Bursera excelsa (Kunth) Engl.
- Bursera exequielii León de la Luz
- Bursera fagaroides (Kunth) Engl.
- Bursera filicifolia Brandegee
- Bursera fragilis S.Watson
- Bursera fragrantissima Bullock
- Bursera frenningiae Correll
- Bursera galeottiana Engl.
- Bursera gibarensis M.C.Martínez, Daly & J.Pérez
- Bursera glabra (Jacq.) Triana & Planch.
- Bursera glabrifolia (Kunth) Engl.
- Bursera glauca Griseb.
- Bursera gracilipes Urb. & Ekman
- Bursera grandifolia (Schltdl.) Engl.
- Bursera graveolens (Kunth) Triana & Planch.
- Bursera heliae Rzed. & Calderón
- Bursera heteresthes Bullock
- Bursera heterophylla Engl.
- Bursera hindsiana (Benth.) Engl.
- Bursera hintonii Bullock
- Bursera hollickii (Britton) Fawc. & Rendle
- Bursera icicariba Baill.
- Bursera inaguensis Britton
- Bursera infernidialis Guevara & Rzed.
- Bursera instabilis McVaugh & Rzed.
- Bursera inversa Daly
- Bursera isthmica Rzed. & Calderón
- Bursera itzae Lundell
- Bursera jerzyi Medina
- Bursera karsteniana Engl.
- Bursera karwinskii Engl.
- Bursera kerberi Engl.
- Bursera klugii (J.Macbr.) J.F.Macbr.
- Bursera krusei Rzed.
- Bursera lancifolia (Schltdl.) Engl.
- Bursera laurihuertae Rzed. & Calderón
- Bursera laxiflora S.Watson
- Bursera linanoe (La Llave) Rzed., Calderón & Medina
- Bursera littoralis León de la Luz & Pérez Navarro
- Bursera longipes (Rose) Standl.
- Bursera lunanii (Spreng.) C.D.Adams & Dandy ex Proctor
- Bursera macvaughiana Cuevas & Rzed.
- Bursera madrigalii Rzed. & Calderón
- Bursera martae J.Jiménez Ram. & Cruz Durán
- Bursera medranoana Rzed. & E.Ortíz
- Bursera microphylla A.Gray
- Bursera mirandae C.A.Toledo
- Bursera morelensis Ramírez
- Bursera multifolia (Rose) Engl.
- Bursera multijuga Engl.
- Bursera occulta McVaugh & Rzed.
- Bursera oerstedii (Standl.) Standl.
- Bursera ovalifolia (Schltdl.) Engl.
- Bursera palaciosii Rzed. & Calderón
- Bursera palmeri S.Watson
- Bursera paradoxa Guevara & Rzed.
- Bursera penicillata (Sessé & Moc. ex DC.) Engl.
- Bursera pereirae Daly
- Bursera permollis Standl. & Steyerm.
- Bursera pontiveteris Rzed., Calderón & Medina
- Bursera ribana Rzed. & Calderón
- Bursera roseana Rzed., Calderón & Medina
- Bursera rupicola León de la Luz
- Bursera rzedowskii C.A.Toledo
- Bursera sarcopoda Paul G.Wilson
- Bursera sarukhanii Guevara & Rzed.
- Bursera schlechtendalii Engl.
- Bursera sellowii Turcz.
- Bursera shaferi (Britton & P.Wilson) Urb.
- Bursera silviae Rzed. & Calderón
- Bursera simaruba (L.) Sarg.
- Bursera simplex Rzed. & Calderón
- Bursera spinescens Urb. & Ekman
- Bursera standleyana L.O.Williams & Cuatrec.
- Bursera staphyleoides McVaugh & Rzed.
- Bursera stenophylla Sprague & L.Riley
- Bursera submoniliformis Engl.
- Bursera subtrifoliata (Rose) Standl.
- Bursera suntui C.A.Toledo
- Bursera tecomaca (DC.) Standl.
- Bursera toledoana Rzed. & Calderón
- Bursera tomentosa (Jacq.) Triana & Planch.
- Bursera trifoliolata Bullock
- Bursera trimera Bullock
- Bursera vazquezyanesii Rzed. & Calderón
- Bursera vejar-vazquezii Miranda
- Bursera velutina Bullock
- Bursera xochipalensis Rzed.
- Bursera xolocotzii Guevara
- Bursera yaterensis M.C.Martínez, Daly & J.Pérez